# Nicht schummeln, Liebling!
Nicht schummeln, Liebling! ist ein deutsches Filmmusical der DEFA von Joachim Hasler aus dem Jahr 1973 mit Chris Doerk und Frank Schöbel in den Hauptrollen.

## Handlung
Dr. Barbara Schwalbe kommt als neue Fachschuldirektorin in die kleine Stadt Sonnethal. Dort dreht sich nach dem Willen des Bürgermeisters alles nur um Fußball, will er doch die Herrenmannschaft des Ortes mit aller Macht in die Bezirksliga bringen und damit Sonnethal bekannt machen. Für die Finanzierung der Fußballerwünsche greift er selbst auf die Kulturgelder der Stadt zurück. Für jeden Sieg haben die Spieler zudem einen Wunsch frei, und so soll auch der neue Mannschaftsbus aus Geldern der Stadt finanziert werden. Barbara jedoch stellt sich quer, soll die Mannschaft doch sogar einen Trainer erhalten und der prompt in ihre Wohnung ziehen.
Da der Bürgermeister nur über Fußball zu begeistern ist, stellt Barbara unter ihren Schülerinnen eine Frauenfußballmannschaft zusammen, die bald erfolgreicher als die der Männer ist. Als sich die Frauen nach einem Sieg jedoch einen neuen Jugendklub wünschen, ist guter Rat teuer. Der Wunsch muss schon aus Gleichberechtigungsgründen erfüllt werden, Geld wiederum ist keines da. Im baufälligen Schützenhaus, das bereits seit vielen Jahren leer steht und verfällt, finden die Frauen eine geeignete Unterkunft für ihren Klub. Die Fußballer des Ortes werden mithilfe einer kleineren Feier und anschließender Schlägerei im Haus unfreiwillig zu Abrissarbeitern gemacht, und es kommt zu Spannungen. Die Anführerin der Frauen, Brigitte, hat sich in den Anführer der Männer, Bernd, verliebt, der vom Bürgermeister vom Schlosserposten weg ins Archiv versetzt wurde, um immer für den Fußball abrufbereit zu sein. Barbara wiederum wird vom Bürgermeister umworben – nicht nur, weil er sie wirklich liebt, sondern auch, um sie besser kontrollieren zu können. Am Ende setzt Barbara durch, dass die halblegalen Machenschaften des Bürgermeisters, die nur der Förderung des Fußballs, aber sonst nichts dienen, ein Ende haben. Der Bürgermeister wird unfreiwillig auf einen einjährigen Lehrgang geschickt, doch zeigt sich, dass er und Barbara ein Paar werden.
Durch Initiative von Barbara wiederum haben sich alle Einwohner Sonnethals an der Verschönerung der Stadt beteiligt, die nun unter anderem eine Straßenbeleuchtung bekommt und durch diesen Einsatz zum ersten Mal in der Zeitung erscheint. Und schließlich finden sich auch Brigitte und Bernd, der die Arbeit im Archiv aufgibt.

## Produktion
Nicht schummeln, Liebling! war nach Reise ins Ehebett und Heißer Sommer der dritte und letzte Film Joachim Haslers, in dem Schlagerstar Frank Schöbel auftrat.
Die Außenaufnahmen für den Film wurden überwiegend in Quedlinburg und Umgebung gedreht. Der Brunnen, auf dessen Rand zunächst die Schuldirektorin balanciert und in dem Bernd später badet, ist der Mathildenbrunnen. Er befindet sich in der Pölkenstraße, etwa in Höhe des Hauses Nr. 24. Die Aufnahmen des Fußballspiels der Mädchenmannschaft wurden hauptsächlich im Ernst-Grube-Stadion in Magdeburg gedreht; dazu wurden in die Szene aber auch einzelne Einstellungen eingeschnitten, die im Zentralstadion Leipzig aufgenommen wurden. Erkennbar ist dies u. a. an im Hintergrund sichtbaren Reklamen für regionale Zeitungen und Betriebe. 
Als Darsteller für die Rolle des Bürgermeisters konnte der tschechoslowakische Sänger und Schauspieler Karel Fiala (1925–2020) gewonnen werden. Obwohl er während der Aufnahmen seinen Text stellenweise auf Deutsch sprach, musste er für die Endfassung synchronisiert werden; deutscher Sprecher war Horst Schulze, der für Fiala auch die deutschen Gesangsparts übernahm.
Weil die Darstellerin der Schuldirektorin Dorit Gäbler tatsächlich jünger war als Chris Doerk, die ihrerseits eine der Schülerinnen spielte, musste Gäbler den ganzen Film hindurch eine Perücke tragen, um älter zu wirken.
Der Film wurde in Totalvision, der DDR-Enstprechung von CinemaScope, und auf ORWO color gedreht. Er erlebte am 28. Juni 1973 auf der iga-Freilichtbühne in Erfurt seine Uraufführung.
Nicht schummeln, Liebling! ist als Musical konzipiert. Die Kompositionen stammen von Gerhard Siebholz und Frank Schöbel. Zwei Lieder wurden zudem von Gerd Natschinski komponiert. Die Liedertexte stammen von Wolfgang Brandenstein, Heinz Kahlow und Dieter Schneider.
- Auftakt (Komposition: Gerhard Siebholz)
- Die Sonne kommt immer wieder (Komposition: Gerhard Siebholz, Frank Schöbel/Text: Dieter Schneider), gesungen von Chris Doerk
- Ich bring ihn um (K./T.: Gerd Natschinski), gesungen von Dorit Gäbler
- An diesem Tag ist alles dran (K.: Gerhard Siebholz/T.: Wolfgang Brandenstein), gesungen von Frank Schöbel
- Wenn wir wollen, dann geht's los (K.: Gerhard Siebholz/T.: Dieter Schneider), gesungen von Chris Doerk und Frank Schöbel
- Der Abend ist heiß (K.: Gerhard Siebholz/T.: Wolfgang Brandenstein), gesungen von Chris Doerk und Frank Schöbel
- Der Mann gehört mir (K.: Gerhard Siebholz/T.: Heinz Kahlow), gesungen von Chris Doerk
- Seh' ich sie (K.: Frank Schöbel, Gerhard Siebholz/T.: Wolfgang Brandenstein), gesungen von Frank Schöbel
- Kommt ein Mann in die 40 (K./T.: Gerd Natschinski), gesungen von Karel Fiala/Horst Schulze
- Aber schön wär' es doch (K.: Frank Schöbel, Gerhard Siebholz/T.: Dieter Schneider), gesungen von Chris Doerk und Frank Schöbel
- Wer ist der glücklichste Mensch (K.: Gerhard Siebholz, Frank Schöbel/T.: Dieter Schneider), gesungen von Frank Schöbel
- Finale (K.: Gerhard Siebholz/T.: Wolfgang Brandenstein)

Es tanzen und spielen neben den Darstellern Tänzer des Berliner Friedrichstadtpalastes, des Kleinen Akademischen Theaters für Oper und Ballett Leningrad sowie des Kinderballetts „Morena“.

## Kritik
Die zeitgenössische Kritik lobte die Filmmusik: „Was da an Schlagern geboten wird, läßt sich hören, und man kann den Interpreten auch zuschauen. […] Wenn die Sänger nur ‚spielen‘ müssen […] schleppt sich der Film von Szene zu Szene, man hofft auf den nächsten Gesangstitel“.
Renate Holland-Moritz konstatierte, dass es „etwas derart Dummes, Konstruiertes und Witzloses […wie diesen Film] seit Bestehen der DEFA noch nicht gegeben [habe]“. Neben den „miserablen Farben“ [der damaligen Theater-Kopien], „der langweiligen Choreographie“, den „billigen Dialogen“ und den „uncharmant agierenden Damen“ zeigte sich Holland-Moritz aber vor allem entsetzt über die eigentlich Geschichte, die Hasler und Kahlow ihrem „möglichst problemlosen heiteren Musikfilm“ zugrunde gelegt hatten: So werde das fiktive Städtchen Sonnethal „von einem kriminellen Bürgermeister geleitet. Fußballfanatismus und Ruhmsucht haben einen Psychopathen aus ihm gemacht.“ Holland-Moritz zitiert dafür den Steckbrief des Progress-Filmverleihs, wonach „bewilligte Gelder umgelenkt [...], wichtige Bereiche der Stadt vernachlässigt, Kader verschoben [werden]“ und konstatiert: „Das reicht eigentlich aus, um nicht nur die vorgesetzte Behörde, sondern auch den Kadi zu beschäftigen“. Auf die Einlassung des Regisseurs, er habe angestrebt, „über diese Konstellation ein Stück DDR-Leben zu erzählen“ und der Zuschauer solle „über die demokratische Erziehung eines solchen Bürgermeisters verständnisvoll schmunzeln“ reagiert sie empört: „Da bleibt einem die Luft weg! Ein kommunalpolitischer Ganove wird nicht etwa seines Postens enthoben und bestraft, sondern 'demokratisch erzogen'. Und das nur, weil er sich in einen heiteren Musikfilm verirrt hat, den man nicht ernst nehmen muß, der sich aber anmaßt, 'ein Stück DDR-Leben' zu erzählen. [...] Das ist alles schlicht gesagt zum heulen“.
Der Filmdienst bezeichnete Nicht schummeln, Liebling! als „anspruchslose Unterhaltung mit den DDR-Schlagerstars Chris Doerk und Frank Schöbel, die nicht an den Erfolg ihres Films ‚Heißer Sommer‘ 1968 anknüpfen konnten.“